# روبرت فيتيك
روبرت فيتيك ‎Róbert Vittek‏ (1 ابريل 1982 -) لاعب كرة قدم مهاجم وأفضل هداف سلوفاكي في تاريخ منتخب بلاده.ينشط في دوري السوبر التركي مع فريق أنقرة غوجو.لعب مع منتخب سلوفاكيا لكرة القدم في كأس العالم 2010 كعميد المنتخب من بعد ميروسلاف كارهان في المجموعة السادسة مع التي ضمت منتخب بارغواي ومنتخب إيطاليا ومنتخب نيوزلندا.واختتم ذاك المونديال مع طليعة الهدافين برصيد أربعة أهداف، اثنان منه كانا في مرمى حامل اللقب منتخب إيطاليا ارغما الطليان على توديع البطولة.وهدف في مرمى هولندا وهدف في مرمى نيوزلندا.

## مسيرته الكروية
لعب روبرت فيتيك خلال مسيرته الاحترافية مع 7 أندية في أربعة وعشرون موسمًا وسجل خلالها 124 هدف ضمن 379 مباراة. حيث فاز في ثلاثة مواسم بالكأس وفي موسم واحد بالدوري.
خاض روبرت فيتيك مسيرته مع نادي سلوفان براتيسلافا في موسم 1999–00 في المرة الأولى ليلعب معه خمسة مواسم ثم في موسم 2013–14 ليلعب معه خمسة مواسم، مشاركًا طوالها في 179 مباراة سجل خلالها 71 هدفًا. ثم انتقل إلى نادي نورنبرغ في موسم 2003–04 ليلعب معه ستة مواسم، حيث شارك في 124 مباراة سجل خلالها 36 هدفًا. لينتقل بعدها إلى نادي ليل في موسم 2008–09 ولمدة موسمين، مشاركًا في 38 مباراة سجل خلالها 7 أهداف. ثم انتقل إلى نادي أنقرة غوجو في موسم 2009–10 ولمدة موسمين، مشاركًا في 24 مباراة سجل خلالها 6 أهداف. هذا وانتقل لاحقًا إلى نادي طرابزون سبور في موسم 2011–12 ولمدة موسمين، مشاركًا في 6 مباريات سجل خلالها هدفين. ثم انتقل بعدها إلى نادي إسطنبول باشاكشهر في موسم 2012–13 لمدة موسم واحد، لم يشارك في أي مباراة ولم يسجل أي هدف.

## روابط خارجية
- روبرت فيتيك على موقع الاتحاد الدولي (مؤرشف)  (الإنجليزية)
- روبرت فيتيك على موقع الاتحاد الأوربي (الإنجليزية)
- روبرت فيتيك على موقع اتحاد تركيا (لاعب) (الإنجليزية)
- روبرت فيتيك على موقع إي إس بي إن إف سي (الإنجليزية)
- روبرت فيتيك على موقع قاعدة بيانات كرة القدم.إي يو (الإنجليزية)
- روبرت فيتيك على موقع بيانات كرة القدم. دي إي (الألمانية)
- روبرت فيتيك على موقع ناشيونال فوتبول تيمز (الإنجليزية)
- روبرت فيتيك على موقع Soccerway.com (الإنجليزية)
- روبرت فيتيك على موقع عالم كرة القدم.نت (الإنجليزية)